# 银川快速公交系统
银川快速公交或稱银川BRT（英语：Yinchuan Bus Rapid Transit），是中国银川的快速公交系统，于2012年9月12日正式投入使用。

## 线路

### 运营中线路

#### 快速公交一号线
一号线全长21.2公里，共设22个站点，由火车西站始发后，途经兴州北街、北京中路、满城南街、黄河東路、正源南街、南熏路、清和南街，到达终点站迎宾广场。系统拥有专用路权、车辆先进、多功能站台的特点。一号线由火车西站开往银川汽车站，实行双向对发，运营时间为早6﹕30—晚22﹕00，白班间隔2—4分钟，夜班间隔5—8分钟。

## 说明
| 线路数量 | 1 |
| 总里程   | 21km |
| 站点数量 | 22 |
| 运营方   | 银川市公共交通有限公司                                                                                        |
| 票价票制 | 一元一票制，无人售票，全程投票1元，使用IC卡时票价优惠10%(峰时)或30%(谷时）                                    |
| 支付方式 | 可刷带有中国银联标识的银行卡及城市一卡通。1小时内免费换乘。站内自助机支持使用微信支付和支付宝充值城市一卡通。 |

## 改动
2012年-2019年，银川汽车站（迎宾广场）
在2019年之后，增加了10站，一共32站，从银川汽车站，经停火车西站，又会走十站到宁朔街站，再从宁朔街站出发，经停火车西站，回到银川汽车站
其中银川汽车站和迎宾广场的始发位置也有调整。